# Kościół Przemienienia Pańskiego w Sawinie
Kościół Przemienienia Pańskiego – rzymskokatolicki kościół parafialny należący do dekanatu Chełm – Zachód archidiecezji lubelskiej.
Świątynia została zbudowana w latach 1731-1740 i ufundowana przez Barbarę z Podowskich Dłużewską, kasztelanową chełmską oraz jej syna, Stanisława. Konsekrowana 22 listopada 1752 przez biskupa chełmskiego Józefa Eustachego Szembeka.
Jest to murowana budowla, wzniesiona w stylu późnobarokowym, składająca się z jednej nawy, o dwóch przęsłach, zbudowana na planie zbliżonym do prostokąta. Ściany boczne z zewnątrz są podtrzymywane przez masywne skośne szkarpy. Do fasady świątyni jest dobudowana niska prostokątna kruchta. Dach dwuspadowy jest zwieńczony sygnaturką z barokowym wysmukłym hełmem. Wyposażenie kościoła reprezentuje style: późnobarokowy i rokokowy. Elementy tych stylów są widoczne w ołtarzach, ambonie, chrzcielnicy, organach, rzeźbie Chrystusa, aniołach i obrazach.